# Mauricio Baldivieso
Pablo Mauricio Baldivieso Ferrufino (Cochabamba, 22 luglio 1996) è un ex calciatore boliviano, di ruolo attaccante.
Vanta 7 presenze nelle competizioni internazionali sudamericane (4 in Coppa Sudamericana e 3 in Coppa Libertadores).

## Carriera

### Club
È figlio di Julio César Baldivieso, calciatore della Nazionale boliviana degli anni novanta, nonché l'allenatore che lo ha fatto esordire nel Club Aurora di Cochabamba. Debutta infatti il 19 luglio 2009 contro il La Paz Fútbol Club nella prima di campionato di Clausura 2009 della Liga del Fútbol Profesional Boliviano, partita persa dalla sua squadra per 1-0. Entra negli ultimi 10 minuti dell'incontro in luogo di Ronald Rodríguez ma subisce immediatamente un fallo che lo costringe a bordo campo per i successivi cinque minuti.
Il giocatore ha stabilito un primato per la giovane età d'esordio nel calcio professionistico: nessuno in Sud America prima di lui, a 13 anni non ancora compiuti, aveva giocato in una partita della massima serie. Proprio a causa di questo prematuro esordio, la società solleva il padre dall'incarico il 24 luglio. In seguito a questa decisione lascia anch'egli la squadra.

### Nazionale
Nel 2015 ha giocato una partita nella nazionale boliviana Under-20.

## Palmarès

### Club

#### Competizioni nazionali
- Campionato boliviano: 2

Univ. Sucre: Clausura 2014
Wilstermann: Clausura 2016